# Contraband (groupe)
Pour les articles homonymes, voir Contraband.
Contraband est un supergroupe américain de hard rock et glam metal, originaire de Los Angeles, en Californie. Formé en 1990, le groupe ne publie qu'un seul album, homonyme, avant de se séparer en 1991.

## Historique
Contraband est formé en 1990, et composé de plusieurs membres de célèbres groupes de rock des années 1980, comme Ratt, Vixen, ou encore L.A. Guns. Le groupe est né d'un concert commun des groupes Vixen et Ratt, avec, en guest, Michael Schenker (Scorpions) à la guitare, lors de l'émission Unplugged de la chaîne MTV.
Contraband ne réalise cependant qu'un seul album, éponyme, le 29 juin 1991. Ce dernier, après un accueil critique plutôt tiède, est un échec commercial. Il fait participer Mark Spiro, Roy Brown et David Bowie sur Hang On to Yourself. Contraband se dissout par la suite rapidement, au terme d'une tournée avec Ratt. Aux États-Unis, l'album se classe à la 187e place des charts. Au Royaume-Uni, leur unique entrée dans les charts se fait en juillet 1991 avec le single All the Way from Memphis.

## Membres
- Bobby Blotzer - batterie[5]
- Michael Schenker - guitare[1]
- Tracii Guns - guitare
- Share Pedersen - basse
- Richard Black - voix

## Discographie
- 1991 : Contraband